# الجارود بن أبي سبرة الهذلي
الجارود بن أبي سبرة الهذلي سالم بن سلمة، أبو نوفل البصري، ويقال الجارود بن سبرة، تابعي ومُحدث من الثقات. توفي في عام 120 هـ.

## روايته للحديث النبوي
- روى عن: أبي بن كعب، وطلحة بن عبيد الله وأنس بن مالك ومعاوية بن أبي سفيان.
- روى عنه: ربعي بن عبد الله بن الجارود، وعمرو بن أبي الحجاج، وقتادة بن دعامة، وثابت البناني، توبة العنبري.
- الجرح والتعديل: ذكره ابن حبان في كتاب الثقات، قال أبو حاتم الرازي: «صالح الحديث»، وقال الدارقطني: «ثقة». وسُئل يحيى بن معين عن حديث حماد بن سلمة عن ثابت البناني عن الجارود بن أبي سبرة قال قال أبي بن كعب، فقال: «مرسل».[1]